# Týrgia
Týrgia är en ort i Grekland.   Den ligger i prefekturen Nomós Prevézis och regionen Epirus, i den centrala delen av landet, 290 km nordväst om huvudstaden Aten. Týrgia ligger 32 meter över havet och antalet invånare är 477.
Terrängen runt Týrgia är huvudsakligen kuperad, men norrut är den bergig.Runt Týrgia är det ganska tätbefolkat, med 72 invånare per kvadratkilometer. Närmaste större samhälle är Arta, 18,4 km öster om Týrgia. Trakten runt Týrgia består till största delen av jordbruksmark.